# 拉谢拉大学
拉谢拉大學（英語：La Sierra University）是一所位於美國加州河濱 (加利福尼亞州)的私立基督復臨安息日會大學。這間大學成立於1922年，當時名叫拉谢拉學校(La Sierra Academy)，之後又改名拉谢拉學院(La Sierra College)。1967年，拉谢拉學院被羅馬林達大學併掉，成為羅馬林達大學拉謝拉文理學院(Loma Linda University La Sierra College of Arts and Sciences)。1990年，拉谢拉學院從羅馬林達大學中分離出來，並更名為拉谢拉大學。

## 歷史

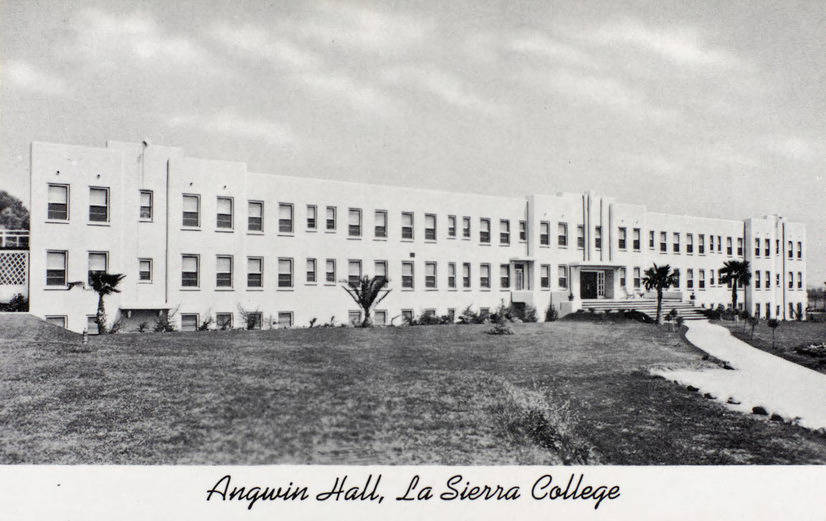
1941年，謝拉謝學院

自從1922年拉谢拉學校(La Sierra Academy)成立之後到成為拉谢拉大学，學校有很多個階段性的轉變。

## 學術
- 根據2025年美國新聞與世界報導，拉谢拉大學在美國區域性大學西區排名第43名[3]。

### 認證機構
CSWE，NASM，WASC。

## 國際交流
- 真理大學[5]
- 僑光科技大學[6]
- 樹人醫護管理專科學校應用英語科[7]

## 外部連結
- 拉谢拉大學官方網站 （页面存档备份，存于）

## 資料來源
1. ↑  La Sierra University charts path toward growth
2. ↑  NAICU – Member Directory 的存檔，存档日期2015-11-09.
3. ↑  U.S.News La Sierra University Rankings
4. ↑  .   [2009-11-04]. （原始内容存档于2009-10-26）.
5. ↑  真理大學國際事務中心 姊妹校 美國 拉西瑞亞大學
6. ↑  僑光科技大學 合作學校 美國 拉西瑞亞大學
7. ↑  樹人與美國拉西瑞亞大學締造海外留學新篇章